# 宝石路激光制导炸弹

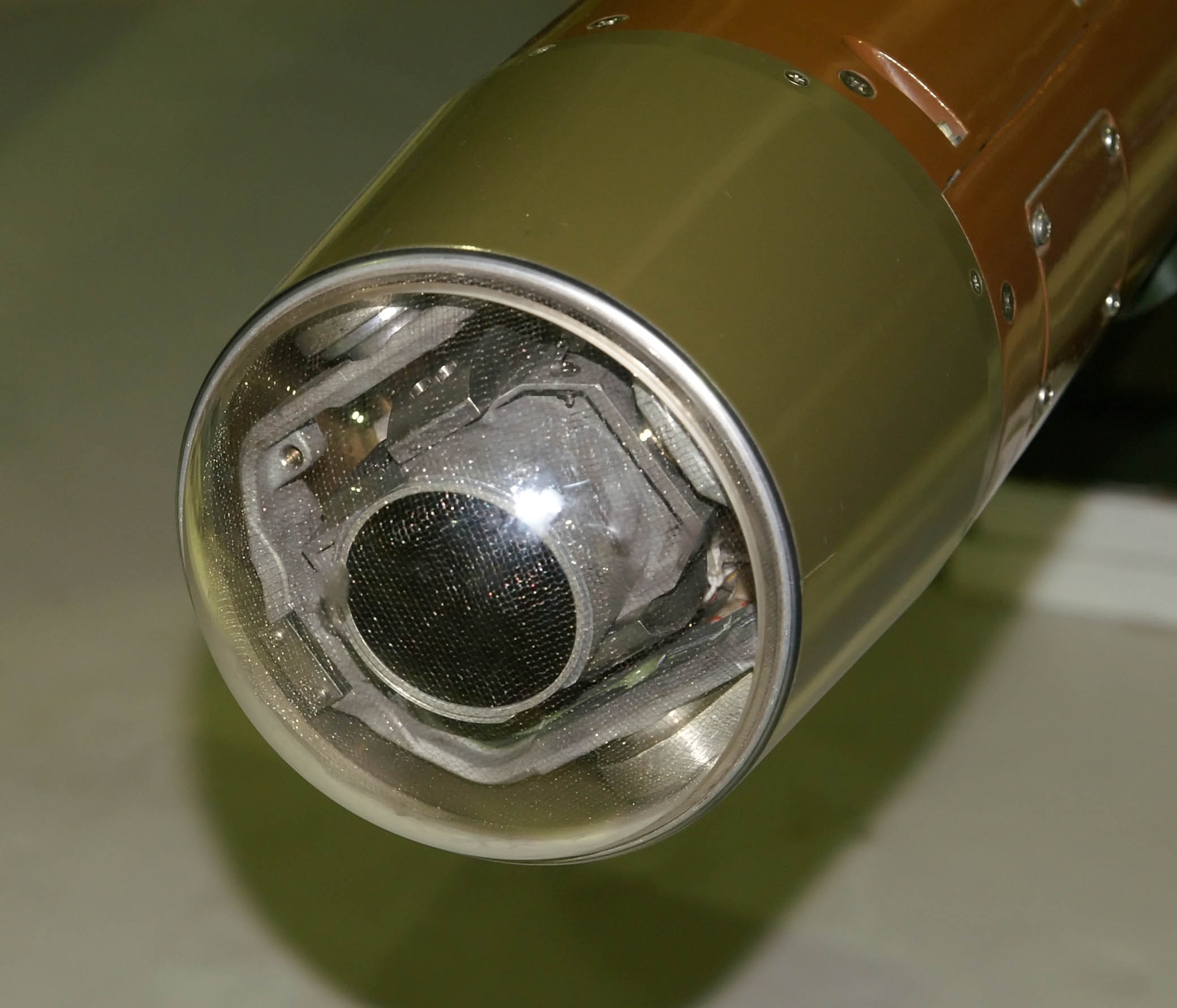
宝石路 III 导引头，位于伦敦亨顿的英国皇家空军博物馆。

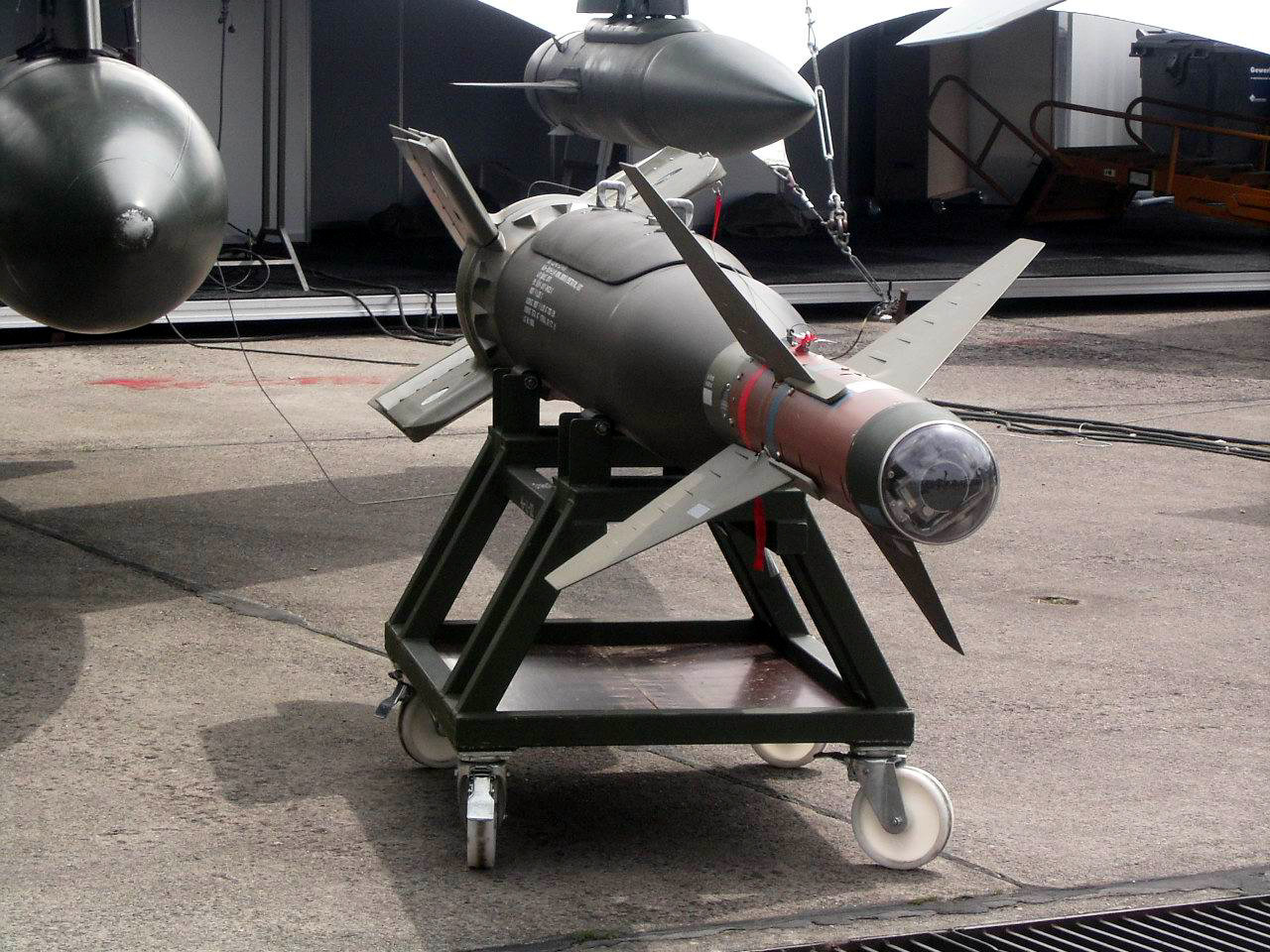
宝石路 III 参加2006 年 ILA 航展

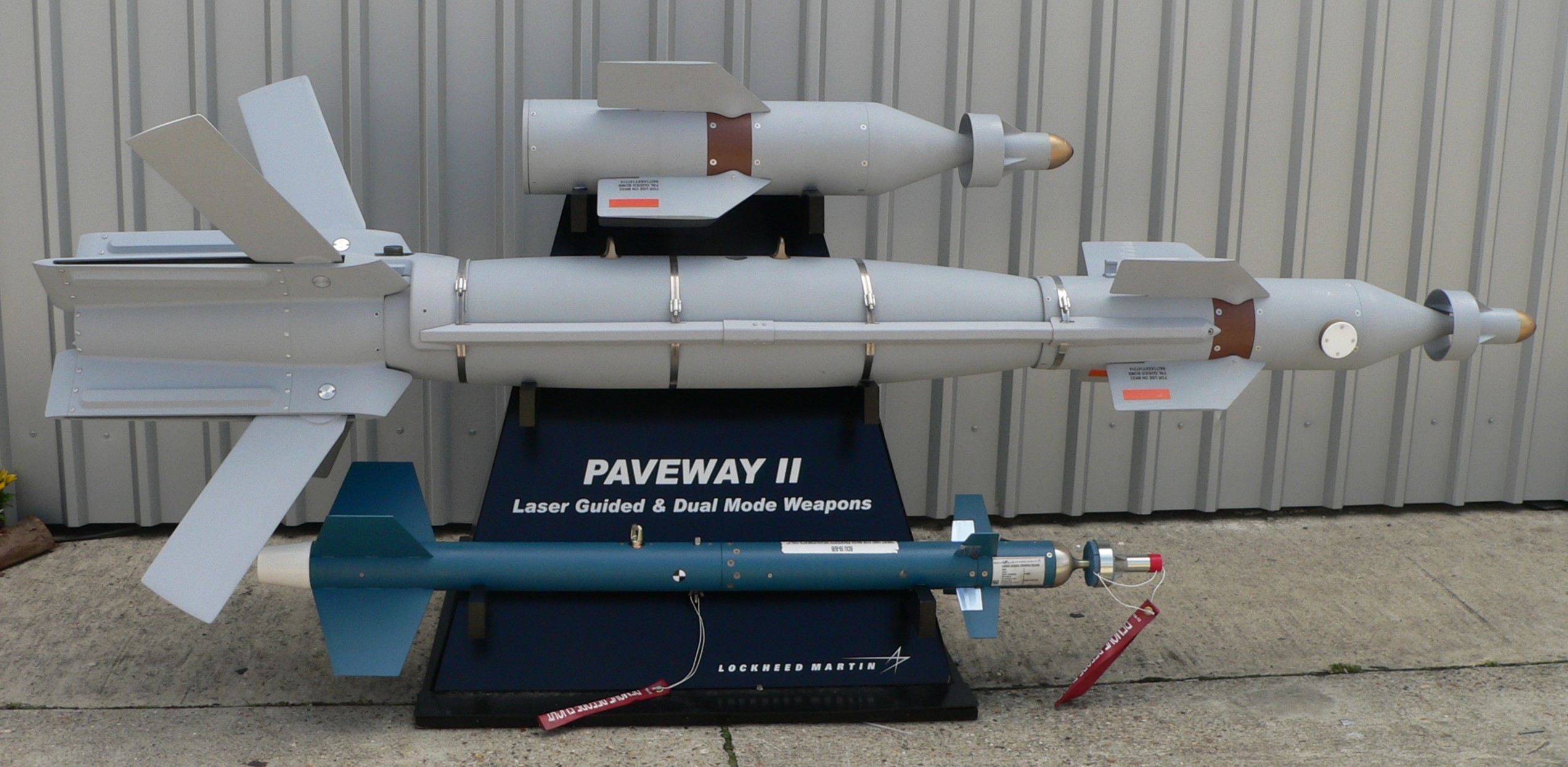
从上到下：2007 年巴黎航展上的宝石路 II 激光制导套件（计算机控制组 CCG）、增强型 GBU-12（尾段為热电池和气动控制增强系统 CAS，前段為 CCG）和激光制导训练彈

宝石路（英語：Paveway）是一系列雷射導引炸彈。
在英文中的PAVE有时用作“精密航空电子矢量设备”（Precision Avionics Vectoring Equipment）的缩写；这种设备是用于控制航空器速度和方向的电子装置。在这其中激光制导（laser guidance）是PAVE的一种方式。
在英语中Pave经常与其他单词连用，成为雷射導引炸彈导引相关目标的各种激光导引系统的名称，例如AN/AAS-35(V) Pave Penny雷射追蹤器莢艙(laser spot tracker)、 AN/ASQ-153\AN/AVQ-23 Pave Spike鋪路釘雷射指示莢艙、AN/AVQ-26 Pave Tack和AN/AVQ-10 Pave Knife，以及某些军机的的名称，例如AC-130U Pave Spectre 空中炮艇、MH -53低空铺路者和HH-60 铺路鹰。

## 发展过程
宝石路系列激光制导炸弹是由德州仪器开发设计。该项目于 1964 年启动，计划在预算有限的情况下进行研发，但事实证明，在工程设计中强调简单化和经济性是有好处的，这使得其相对于其他更复杂的制导武器更加具有优势。宝石路激光制导炸弹第一次试验是在 1965 年 4 月进行，其使用M117 炸弹作为弹头。
早期版本采用理查德·约翰逊领导的空气动力学设计方案。
1967 年 1 月，美国空军将 3169 项目（Project 3169）作为开发精确制导弹药的正式开发计划，并在 接下来的3 月与德州仪器续签合同，重新设计 M117 套件，留给工程师们设计的时间不多了，要求在一年里进行战斗测试以便部署于越南战争。在 8 月，该项目的领导工作被分配给赖特-帕特森空军基地制导炸弹项目办公室（Guided Bomb Program Office），并于 11 月在埃格林空军基地开始，在一个名为“铺路特遣队”（Pave Way Task Force）的跨机构组织的指导下进行飞行测试。
当时该计划分为三个部分：
- 宝石路 I：激光制导弹药
- 宝石路 II：一种由罗克韦尔国际公司开发的光电制导(TV) 弹药，命名为 HOBO（“Homing Bomb”），其最终生产了 4,000 枚，并在战斗中发射了 500 枚。
- 宝石路 III：一种从未部署过的紅外線導引系统。

军方将“宝石路 I”作为该计划的重点，因为“宝石路 II”虽然更加精确并且性能优异，但每个炸弹的成本高出 4-5 倍，而且不太适用于越南战场上的目标情况。 1968 年 5 月至 8 月，第 8 战术战斗机联队将原型武器送往东南亚进行战斗测试。在战斗评估中，OLT-117(世界上首款激光制导炸弹)的圆概率误差(CEP)（可以理解为精度）為23米(75英尺) ，而宝石路的 CEP 为6.1米（20英尺），这代表着每四颗炸弹中就有一颗直接命中目标。
宝石路激光制导套件可连接到各种弹头，并且由半主动激光（SAL）导引头、包含制导和控制电子设备的计算机控制组（CCG）、热电池和气动控制增强系统（CAS）组成。有前翼和后翼以确保稳定性。该武器利用反射的激光进行制导：导引头检测指定激光的反射光，并启动前翼调整炸弹的姿态将炸弹引导至指定点。
最初的宝石路系列，追溯命名为宝石路 I ，在 1970 年代初被改进后的宝石路 II取代，后者具有简化、更可靠的导引头和弹出式后翼，以此来提高这种武器的滑翔性能。 Paveway I 和 Paveway II 都使用简单的起停式控制（“bang-bang” control system），其中 CAS 命令前翼偏转以进行航向修正，从而导致明显的摆动。这对精度的影响相对较小，但会快速消耗能量，限制其有效作战范围。因此，在大多数情况下战斗机会沿弹道轨迹释放宝石路 I 和 II 武器，仅在武器飞行后期激活雷射指標器以指示弹着点。
1976 年，美国空军发布了对新一代“宝石路 III”的需求，最终于 1986 年投入使用。 宝石路 III 系统使用了更加复杂的导引头，具有更宽的视野和比例制导，最大限度地减少了航向修正的能量损失。宝石路 III 比宝石路 II 具有更长的滑翔距离和更高的精度，但它的价格要高得多，限制了其在高价值目标上的使用。尽管宝石路 III 套件是为较小的Mk 82炸彈开发的，但Mk82有限的效果导致美国空军仅在较大的907&nbs;公斤（2,000 lb) 级武器（ Mk 84和BLU-109 ）采用该套件。宝石路 III 制导套件还用于1991 年海湾战争结束时部署的GBU-28 /B 侵彻炸弹。印度空军在 1999 年卡吉尔战争中以幻影 2000作为发射平台使用了宝石路 III 系统。雷神公司是“宝石路 III”系列的唯一供应商，目前正在向美国政府和外国客户提供标准版和增强版。
美国服役的现有激光制导炸弹可以通过添加GPS接收器升级为双模激光制导炸弹 (DMLGB)，从而实现全天候使用。洛克希德·马丁公司于 2005 年赢得了向美国海军 (USN) 提供 DMLGB 的初始合同，但随后一年的资金已用完，所以美国海军转而支持后续的直接攻击移动目标能力 (DAMTC) 计划。雷神公司的“增强型宝石路 II”已在美国国内和国外签订了合同。
雷神公司先进的宝石路 IV 225 公斤（500 lb) 炸弹自 2008 年起在英国皇家空军服役。在美国服役时，它被命名为GBU-49。 2017年，F-35项目办公室紧急部署GBU-49打击移动目标，以填补CBU-103集束炸弹提前退役留下的空白。
2017 年 3 月，洛克希德公司将其宝石路双模增强型武器重新命名为“Paragon”，目的是与JDAM的激光制导系列竞争，因为它提供相同的功能，采用更新的、成本更低的微处理器和制导电子设备工程，同时“费用降低至少 30%”。

## 宝石路系列炸弹
宝石路系列炸弹包括：
- GBU-10 宝石路 II – Mk 84或BLU-109 2,000 磅（907 千克）炸弹
- GBU-12 宝石路 II – Mk 82 500 磅（227 千克）炸弹
- GBU-16 宝石路 II（英语：GBU-16 Paveway II） – Mk 83 1,000 磅（454 千克）炸弹
- GBU-58 宝石路 II – Mk 81 250 磅（113.4 千克）炸弹
- GBU-22 宝石路 III – Mk 82 500 磅（227 千克）炸弹。与GBU-24同时开发，出口取得了一些有限的成功，但没有被美国采用，因为当时认为它的弹头太小，达不到预期的效果。
- GBU-24 宝石路 III – Mk 84/BLU-109 2,000 磅（907 kg）级炸弹
- GBU-27 宝石路 III – BLU-109 2,000 磅（907 kg）穿甲弹头炸弹，其专为F-117设计因为GBU-24的大尾翼无法装入F-117的弹舱。
- GBU-28 宝石路III—5,000 磅（2,268kg）穿甲彈頭炸彈，波斯灣戰爭期間，BLU-109/B硬化穿透炸彈無法擊穿最深又堅固的伊拉克碉堡，因此開發了威力更強大的“碉堡剋星”GBU-28。 GBU-28/B 系列中使用的最新弹头是 BLU-122/B，它是早期 GBU-28 上早期 BLU-113 的增强版。
- 宝石路 IV– 500 磅（227 千克）炸弹
- GBU-48 增强型宝石路 II– Mk 83 1,000 磅（454 千克）炸弹。雷神公司的增强型双模 GPS 和激光制导版本的纯激光 GBU-16。
- GBU-49 增强型宝石路 II– BLU-133 500 磅（227 千克）炸弹。雷神公司的增强型双模 GPS 和激光制导版本的纯激光 GBU-12。
- GBU-50 增强宝石路 II– Mk 84 或 BLU-109 2,000 磅（907 千克）炸弹。雷神公司的增强型双模 GPS 和激光制导版本的纯激光 GBU-10。
- GBU-59 增强型宝石路 II– Mk 81 250 磅（113.4 千克）炸弹。雷神公司的增强型双模 GPS 和激光制导版本的纯激光 GBU-58。

虽然GBU-48等是带有GPS/INS的版本的正式名称，但它们被广泛称为EGBU-16（“增强型 GBU-16”）等。